# Sistema di romanizzazione della Biblioteca Nazionale di Calcutta
Il Sistema di romanizzazione della Biblioteca Nazionale di Calcutta (in inglese National Library at Kolkata romanization) è il sistema di traslitterazione più ampiamente usato nei dizionari e nelle grammatiche delle lingue indiane. Questo sistema è anche noto come Library of Congress ed è quasi identico a una delle possibili varianti dell'ISO 15919.
Le tabelle che seguono fanno uso del Devanāgarī, ma comprendono caratteri degli alfabeti Kannada, Tamil, Malayalam e Bengali al fine di illustrare la traslitterazione anche di altri simboli.
Questo sistema è un'estensione dello IAST, usato per la traslitterazione del sanscrito.
| अ | आ | इ | ई | उ | ऊ | ऋ | ಎ | ए | ऐ  | ಒ | ओ | औ  | अं  | अः  |
| a | ā | i | ī | u | ū | ṛ | e | ē | ai | o | ō | au | aṃ | aḥ |

| क  | ख   | ग  | घ   | ङ  | च  | छ   | ज  | झ   | ञ  |
| ka | kha | ga | gha | ṅa | ca | cha | ja | jha | ña |

| ट  | ठ   | ड  | ढ   | ण  | त  | थ   | द  | ध   | न  |
| ṭa | ṭha | ḍa | ḍha | ṇa | ta | tha | da | dha | na |

| प  | फ   | ब  | भ   | म  | য  | ழ  | ಳ  | റ  | ன  |
| pa | pha | ba | bha | ma | ẏa | ḻa | ḷa | ṟa | ṉa |

| य  | र  | ल  | व  | श  | ष  | स  | ह  |
| ya | ra | la | va | śa | ṣa | sa | ha |